# Шакалака

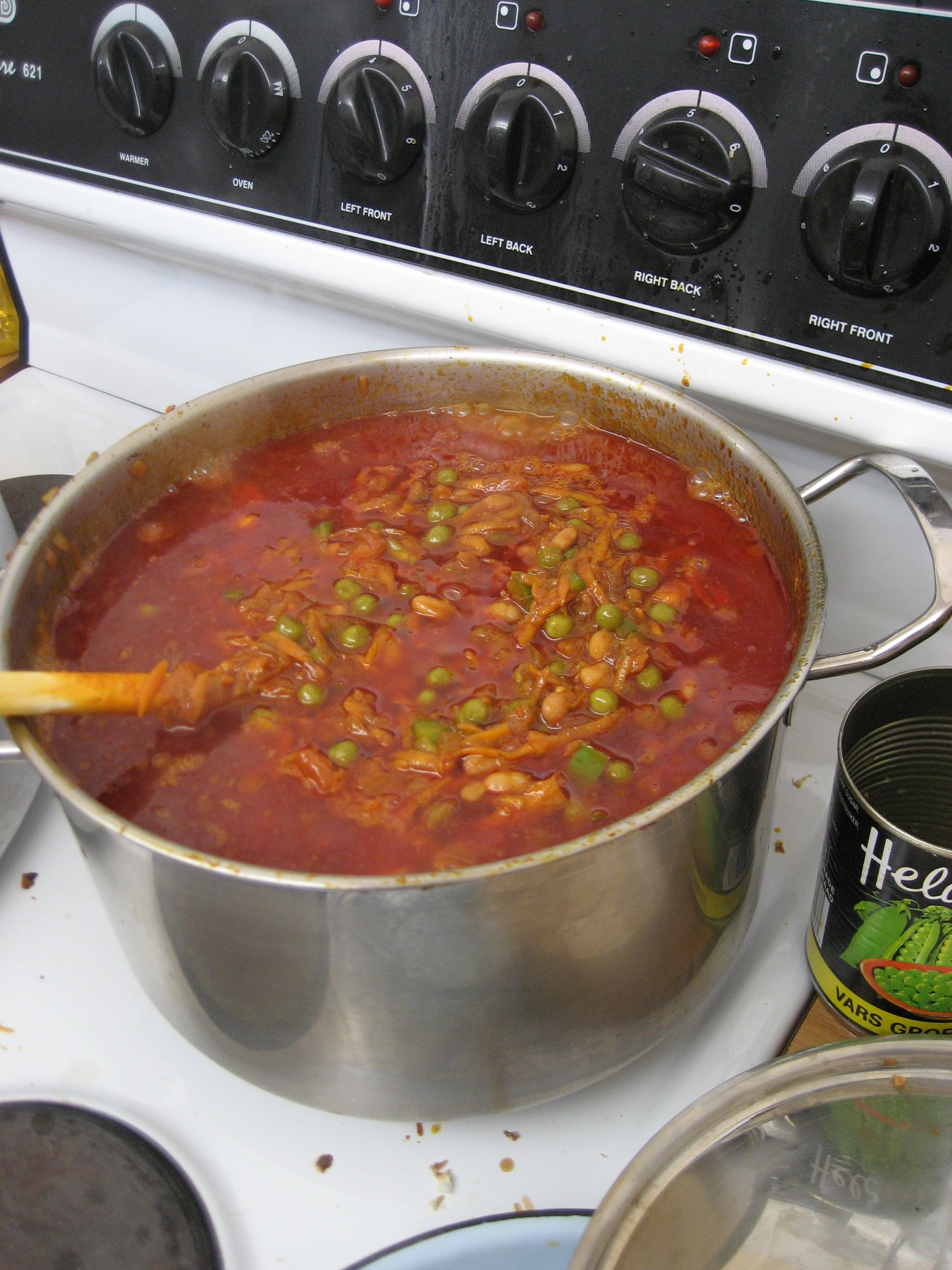
Шакалака

Чакалака (англ. chakalaka) — острый африканский овощной релиш, популярный в Южно-Африканской республике, а также в Эсватини. Блюдо возникло, возможно, в середине XX века в пригородах Йоханнесбурга или на золотых приисках вокруг Йоханнесбурга, когда мозамбикские шахтёры после смены готовили консервированные продукты (помидоры, фасоль) с перцем чили, чтобы придать пряный вкус своей еде.
В состав входят томаты и лук, морковь, запечённые бобы, горох, резаная на полоски капуста и специи: перец (как чёрный, так и красный стручковый чили), соль, чеснок, а также (в зависимости от рецепта) карри, имбирь и кориандр.
Традиционно употребляется с хлебом или с кукурузной кашей mieliepap, также подаётся как гарнир к колбасе (wors), куриному мясу Peri Peri, жареной баранине и свинине. Чтобы компенсировать его огненный вкус, иногда подаётся с кислым творогом Amasi.
Чакалаку едят как в холодном, так и в горячем виде. В современной западной кухне чакалака используется как соус к картофельным чипсам или как барбекю-соус.